# 菲尔·布朗 (短跑运动员)
菲尔·布朗（英語：Phil Brown，1962年1月6日—），英国男子田径运动员，主攻短跑。他曾代表英国参加1984年和1988年夏季奥林匹克运动会田径比赛，其中1984年奥运会获得一枚银牌。